# Mitracarpus salzmannianus
Mitracarpus salzmannianus är en måreväxtart som beskrevs av Dc.. Mitracarpus salzmannianus ingår i släktet Mitracarpus och familjen måreväxter. Inga underarter finns listade i Catalogue of Life.